# Блок 27
Блок 27 је  српска ТВ серија која се током фебруара 2022. године емитовала на Суперстар ТВ.

## Радња
Једне ноћи након тренинга, 14-годишњи Растко, узоран ђак, спортиста нестане у блоковима Новог Београда.
Милица, Расткова сестра близнакиња, бесна на родитеље и незаинтересовану полицију, одлучује да сама нађе брата.
Уз помоћ најбољег друга Богдана и Дарка, младог дилера у покушају, Милица од локалног чудака сазнаје да је Растко у Блоку 27.
Али, тај блок не постоји.
У изградњи Новог Београда, број 27 је прескочен.
Милица, Богдан и Дарко полако разоткривају натприродну мистерију која сеже 50 година у прошлост, у доба када је Нови Београд грађен.
У исто време, инспекторка Соња Николић, одрасла у блоковима, призива сећања из сопствене прошлости.
Мистериозни пролази, подруми, атомска склоништа која крију улаз у простор изван простора - Блок 27.

## Улоге
| Глумац                    | Улога                              |
| ------------------------- | ---------------------------------- |
| Ема Пендлбури             | Милица                             |
| Вељко Илинчић             | Богдан                             |
| Стефан Лазић              | Дарко                              |
| Ивана Младеновић          | Соња                               |
| Александар Глигорић       | Антонијевић                        |
| Андреј Јововић            | Растко                             |
| Душан Милошевић           | Милутин                            |
| Страхиња Костић           | Рајко                              |
| Катарина Марковић         | Љиљана                             |
| Милован Филиповић         | Драган                             |
| Татјана Кецман            | Радослава                          |
| Горан Шмакић              | Светозар                           |
| Бојана Зечевић            | Мирјана                            |
| Бранко Ђурић              | Борислав                           |
| Иван Јевтовић             | Богданов отац                      |
| Петар Мирчевски           | Елвис                              |
| Нина Ерак                 | Сашка                              |
| Ненад Петровић            | Комшија                            |
| Данило Миловановић        | Кими                               |
| Иван Карадиновић          | Зокс                               |
| Анастасија Величковић     | Алфа                               |
| Андрија Јокић             | клинац 1                           |
| Михајло Марковић          | лик из супарничког блока           |
| Вељко Стојковић           | лик из супарничког блока           |
| Страхиња Ђиласовић        | кримос из блока                    |
| Адам Адам                 | кримос 2                           |
| Милош Шолаја              | дечак 1                            |
| Саша Делић                | дечак 2                            |
| Никола Брун               | Урош                               |
| Страхиња Стевановић       | дечак из блока                     |
| Александра Плескоњић Илић | Војислава                          |
| Јана Михаиловић           | наставница                         |
| Чедомир Штајн             | наставник                          |
| Ненад Савић               | тренер                             |
| Дејвид Ховханасијан       | црнац                              |
| Никола Ивановић           | Никола                             |
| Предраг Васић             | Станко                             |
| Јанко Павловић            | играч 1                            |
| Лазар Коцић               | играч 2                            |
| Саша Новаковић            | нафурана                           |
| Вања Ђурић                | шмизла 1                           |
| Анђела Радовић            | шмизла 2                           |
| Анђела Савић              | Алфина другарица                   |
| Ђорђе Петровић            | блента 1                           |
| Лука Илић                 | блента 2                           |
| Дејан Цицмиловић          | председник кућног савета           |
| Олга Ковачевић            | Марина                             |
| Ђорђе Ерчевић             | Столица                            |
| Ивана Јовановић           | докторка                           |
| Емина Елор                | психолошкиња                       |
| Владимир Цвејић           | доктор Павловић                    |
| Ања Пендлебури            | мала Милица                        |
| Огњен Ћиров               | мали Растко                        |
| Огњен Никола Радуловић    | ватрогасац                         |
| Урош Здјелар              | лекар из хитне                     |
| Саша Али                  | Константин                         |
| Гала Шалипур              | новинарка                          |
| Љубиша Милишић            | патолог                            |
| Андрија Филиповић         | Дејан Ђорђевић                     |
| Милица Грујичић           | Ксенија                            |
| Саша Пилиповић            | комшија 1                          |
| Ненад Петровић            | комшија 2                          |
| Матеја Димитријевић       | Јован                              |
| Јелена Антонијевић        | службеница у катастру              |
| Станко Богојевић          | Андреј Гашпар                      |
| Љиљана Живић              | медицинска сестра у старачком дому |
| Никола Станковић          | трафикант                          |
| Милан Стаменковић         | полицајац                          |
| Никола Марковић           | здепасти                           |
| Јелена Лончар             | Милена                             |
| Радивој Кнежевић          | Брка                               |
| Дивна Марић               | комшиница                          |
| Немања Симић              | дебели                             |
| Страхиња Миљковић         | студент                            |
| Анита Огњановић           | студенткиња                        |
| Јован Белобрковић         | млади Борислав                     |
| Ненад Петровић            | млади Исак Кан                     |
| Адмир Шеховић             | млади Милутин                      |
| Милан Колак               | млади Андреј Гашпар                |
| Миодраг Крчмарик          | Макса                              |
| Радован Миљанић           | Љубиша                             |
| Миња Пековић              | Вида                               |
| Мира Јањетовић            | Даница                             |
| Игор Боројевић            | Вељко                              |
| Милица Сужњевић           | Миа                                |
| Матеја Живковић           | Желимир                            |
| Ема Муратовић             | Олга                               |
| Ђорђе Ђоковић             | Вођа                               |
| Александар Трајковски     | мали Елвис                         |
| Милош Рушитовић           | шанкер                             |
| Саша Торлаковић           | Митар                              |
| Јана Радосављевић         | ученица 27                         |
| Ђорђе Николић             | Локални                            |

## Епизоде
| Сезона | Сезона | Епизоде | Епизоде | Оригинално емитовање | Оригинално емитовање |
| Сезона | Сезона | Епизоде | Епизоде | Премијера            | Финале               |
| ------ | ------ | ------- | ------- | -------------------- | -------------------- |
|        | 1.     | 6       | 6       | 19. фебруар 2022.    | 6. март 2022.        |
|        | 2.     | 6       | 6       | TBA                  | TBA                  |